# کلیندامایسین
کلیندامایسین یک آنتی‌بیوتیک باکتریواستاتیک است و مانع مهندسی زیستی پروتئین توسط باکتری می‌شود.
کلیندامایسین به دلیل عوارض جانبی جدی آن موارد مصرف محدودی دارد. این دارو در درمان عفونت‌های استافیلوکوکی استخوان، مفاصل و پریتونیت مصرف می‌شود. این دارو به صورت‌های خوراکی، تزریقی و ژل موضعی استفاده می‌شود.

## هشدارها و سفارش‌ها
1. کپسول دارو باید همراه با غذا یا یک لیوان آب بلعیده شود تا موجب تحریک مری نشود.
2. در صورت ابتلای بیمار به اسهال از این دارو نباید مصرف شود.
3. در صورت بروز اسهال یا علایم کولیت باید مصرف این دارو را بلافاصله قطع کرد. همچنین در صورت ابتلای بیمار به نارسایی کبدی یا کلیوی با احتیاط فراوان مصرف شود.
4. پیگیری کار کبد و کلیه در طول درمان دراز مدت با این دارو و نیز در طول درمان کودکان ضروری است.

## عوارض جانبی
اسهال (که در صورت بروز آن باید مصرف دارو را قطع کرد)، احساس ناراحتی در شکم، تهوع، استفراغ، کولیت ناشی از آنتی‌بیوتیک، بثورات جلدی، یرقان و تغییر در پاسخ آزمون‌های کبدی، کاهش نوتروفیل‌های خونی، ائوزینوفیلی، آگرانولوسیتوز و کاهش پلاکت‌های خون بعد از مصرف کلیندامایسین گزارش شده‌اند.

## تداخل دارویی
کلیندامایسین اثر داروهای شل‌کننده عضلانی غیر دپولاریزان را افزایش می‌دهد. این دارو نسبت به اثرات داروهای نئوستیگمین و پیریدوستگمین اثر آنتاگونیستی دارد. مصرف همزمان این دارو با اریترومایسین و کلرامفنیکل توصیه نمی‌شود.

## اندازه‌های مصرف

### خوراکی

#### بزرگسالان
مقدار مصرف کلیندامایسین از راه خوراکی ۱۵۰–۳۰۰ میلی‌گرم هر ۶ ساعت و در عفونت‌های شدید تا ۴۵۰ میلی‌گرم هر ۶ ساعت می‌باشد.

#### کودکان
مقدار مصرف کلیندامایسین از راه خوراکی در کودکان ۳–۶ mg/kg هر ۶ ساعت می‌باشد.

### تزریقی

#### بزرگسالان
کلیندامایسین از راه تزریق عضلانی یا انفوزیون وریدی به مقدار ۰/۶–۲/۷/g/day در ۲–۴ مقدار منقسم مصرف می‌شود که این مقدار در عفونت‌های مخاطره آمیز تا g/day4/8 نیز افزایش می‌یابد. مقادیر مصرف در یک نوبت بیش از ۶۰۰ میلی‌گرم باید فقط از راه انفوزیون وریدی تزریق شوند که در این صورت نیز مقدار مصرف نباید از ۲/۱ گرم تجاوز کند.

#### کودکان
این دارو از راه تزریق عضلانی یا وریدی در کودکان با سن بیش از یک ماه ۱۵–۴۰ mg/kg/day در ۳–۴ مقدار منقسم مصرف می‌باشد که این مقدار در عفونت‌های شدید تا ۳۰۰mg/day (بدون در نظر گرفتن وزن بیمار) ممکن است افزایش یابد.
آمپول‌های ۱۵۰ میلی گرامی و ۳۰۰ میلی گرامی بیشتر وجود دارد.